# Gornji Račnik
Gornji Račnik (cyr. Горњи Рачник) – wieś w Serbii, w okręgu pomorawskim, w mieście Jagodina. W 2011 roku liczyła 88 mieszkańców.